# František Křižík, elektrotechnický závod
 František Křižík, elektrotechnický závod (übersetzt: František Křižík, Elektrotechnische Werke) war ein Unternehmen aus Österreich-Ungarn, das auch einige Automobile herstellte.

## Unternehmensgeschichte
František Křižík gründete eine Werkstatt in Pilsen. Später zog er nach Prag. Hier stellte er 1891 die erste elektrische Bahn in Prag her. 1895 begann die Produktion von Automobilen. Der Markenname lautete Křižík. 1908 endete die Kraftfahrzeugproduktion. Es ist nicht bekannt, wann das Unternehmen aufgelöst wurde.

## Fahrzeuge
Das erste Automobil entstand nach Angaben Křižíks 1895. Für den Antrieb sorgte ein Elektromotor. Die Motorleistung betrug 3,7 kW und wurde über ein Planetengetriebe an die Hinterachse übertragen. Der Motor oder die Akkumulatoren waren im Heck des Fahrzeugs montiert. Die Lenkung erfolgte mit einem Handhebel. Die offene Karosserie bot Platz für zwei Personen. Einige Quellen nennen den Schweizer Jakob Fischer-Hinnen, der zeitweise für Křižík tätig war, als möglichen Konstrukteur.
Das zweite Modell von 1901 wurde bereits mit einem Lenkrad gesteuert. Die offene Karosserie bot Platz für vier Personen. Der Motor war unterhalb des Fahrzeugbodens zwischen den Achsen montiert. Die Hinterachse wurde mittels einer Kette angetrieben.
Das dritte Modell verfügte über zwei Elektromotoren mit jeweils 2,2 kW Leistung. Jeder dieser Motoren trieb ein Hinterrad an. Die Landaulet-Karosserie bot Platz für vier Personen.
1908 folgte ein Modell mit benzin-elektrischem Antrieb. Der Benzinmotor mit 28 PS Leistung kam von Laurin & Klement. Eine andere Quelle gibt an, dass ein Laurin & Klement E umgebaut wurde. Dieses Fahrzeug wurde 1908 anlässlich der Jubiläumsausstellung der Prager Handelskammer ausgestellt.